# Chlorogomphus mortoni
Chlorogomphus mortoni là loài chuồn chuồn trong họ Chlorogomphidae. Loài này được Fraser mô tả khoa học đầu tiên năm 1936.